# Barichneumon scopulatus
Barichneumon scopulatus là một loài tò vò trong họ Ichneumonidae.